# Saint-Albain
Saint-Albain är en kommun i departementet Saône-et-Loire i regionen Bourgogne-Franche-Comté i östra Frankrike. Kommunen ligger i kantonen Lugny som tillhör arrondissementet Mâcon. År 2022 hade Saint-Albain 548 invånare.

## Befolkningsutveckling
Antalet invånare i kommunen Saint-Albain
| Referens: INSEE |